# Luan Rodrigues
Luan Rodrigues Azambuja (Campo Grande, 16 iulie 1996) este un fotbalist brazilian.